# 羅森加滕山脈

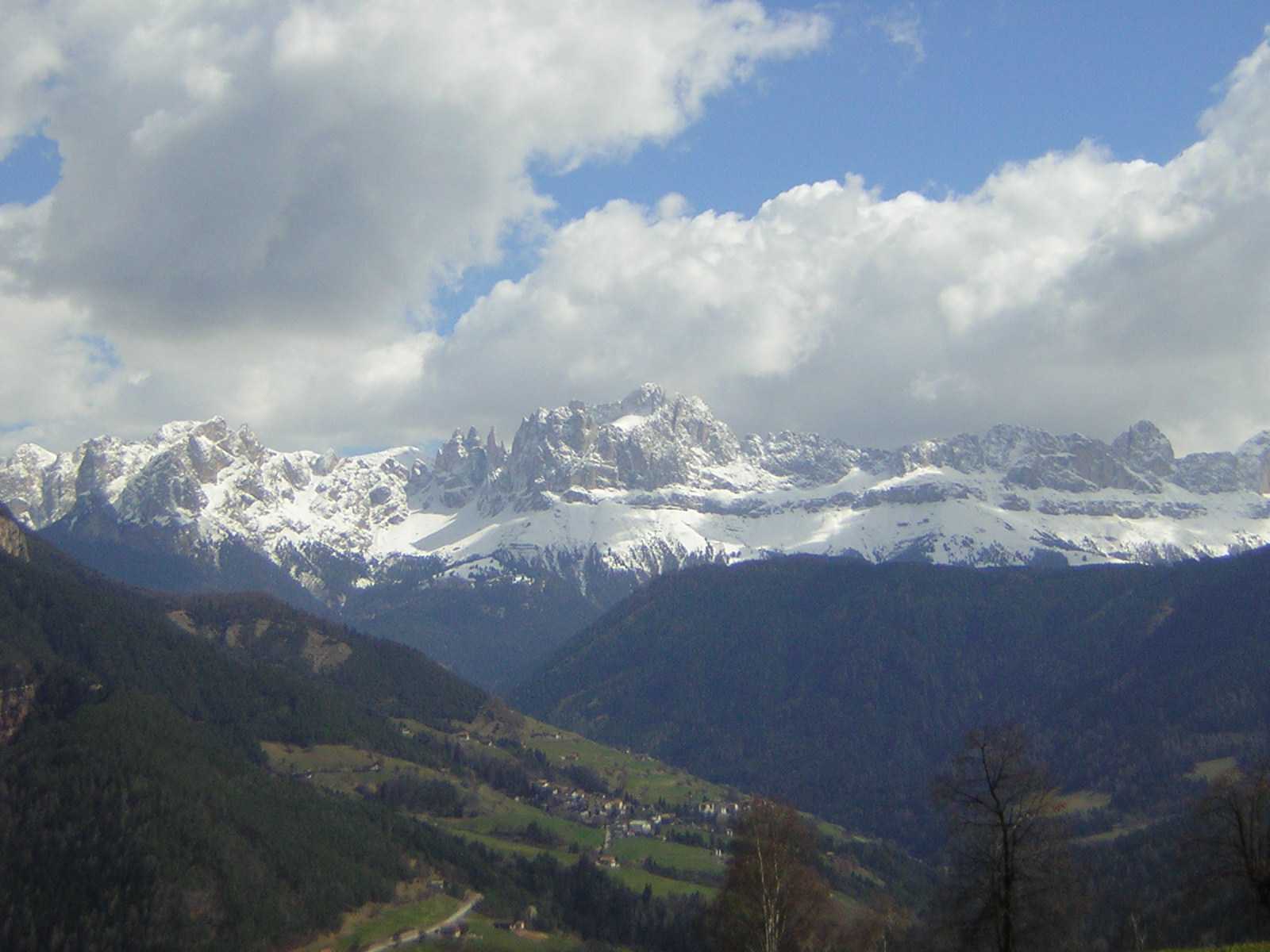

46°28′20″N 11°39′05″E / 46.47222°N 11.65139°E
羅森加滕山脈（義大利語：Gruppo del Catinaccio），是意大利的山脈，位於該國北部，由特倫蒂諾-上阿迪傑大區負責管轄，屬於多洛米蒂山的一部分，海拔高度3,002米，人類在1873年首次登頂。